# ماده خاکستری
ماده خاکستری (به انگلیسی: Grey matter) جزء اصلی دستگاه عصبی مرکزی (CNS)، شامل اجسام سلولی نورونی، نوروپیل (دندریت‌ها و آکسونهای میلینی نشده)، سلول‌های گلیال (آستروسیت‌ها و الیگودندروسیت‌ها)، سیناپس‌ها و مویرگ‌ها. ماده خاکستری، با اجسام سلولی متعدد درون خود و آکسون‌های میلینی نسبتاً اندکش با ماده سفید که اجسام سلولی نسبتاً کمتر و آکسون‌های برد-بلند عمدتاً میلینی شده دارد، متمایز می شود. این تفاوت رنگی (بین ماده سفید و خاکستری)، عمدتاً ناشی از سفیدی میلین است. در بافت زنده، ماده خاکستری در حقیقت رنگ خاکستری روشن، به همراه ته-رنگ زرد یا صورتی دارد که ناشی از مویرگ‌های خونی و اجسام سلولی است.

## تصاویر بیشتر

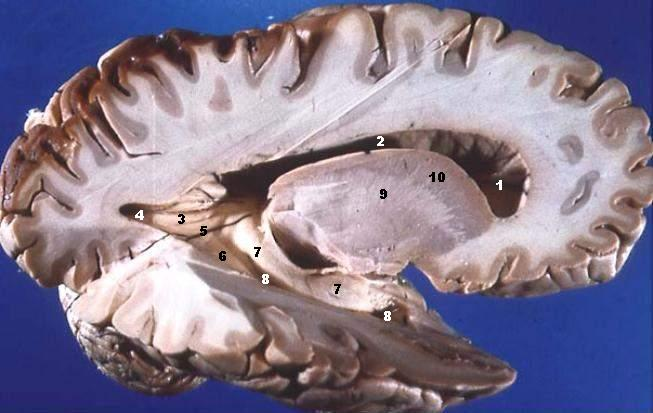
نمای جانبی از سمت راست مغز تشریح شده انسان.
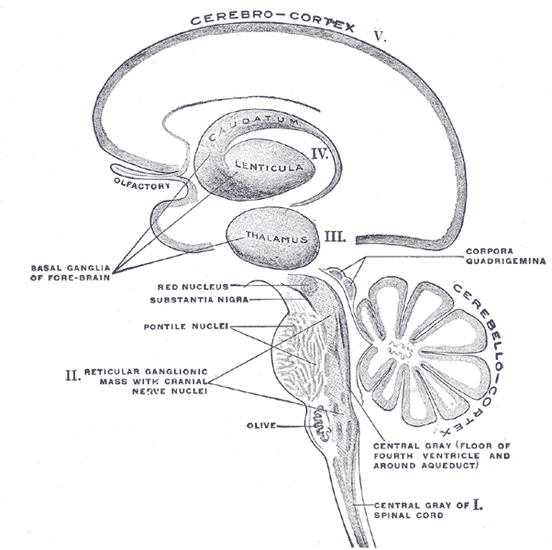
نمایش طرح‌واره‌ای (شماتیک) از دستجات اصلی عقده‌ای (گانگلیونی) شماره I تا V.